# Lira maltese
La lira maltese (Lira Maltija in maltese, pl. Liri) è stata la valuta ufficiale della Repubblica di Malta fino al 31 dicembre 2007. Il codice ISO 4217 era MTL. In inglese era a volte chiamata pound.
La lira è stata sostituita dall'euro il 1º gennaio 2008 con un tasso di 0,4293 MTL per 1 euro.
Essa sostituiva la precedente sterlina maltese.

## Storia
Prima del 1972 circolava la sterlina maltese, che era costituita da banconote e monete britanniche integrate da banconote maltesi. Dal 1800 aveva sostituito lo scudo maltese.
Anche se usava monete britanniche, non introdusse la decimalizzazione contemporaneamente al Regno Unito nel 1971. Invece adottò un sistema decimale proprio nel 1972 basato su una lira (di valore pari alla sterlina precedente) suddivisa in 1000 mill o 100 cent. Il nome "lira" fu usato sulle banconote a partire dal 1973, inizialmente assieme alla parola "pound", e da solo sulle monete e sulle banconote dal 1986. Il mill fu rimosso dalla circolazione nel 1994.
Con l'ingresso nell'Unione europea il 1º maggio 2004 Malta accettò di adottare l'euro.
La sua valuta è entrata nell'ERM II il 2 maggio 2005 e non doveva fluttuare oltre il ±15% rispetto al valore base di 0,429300 MTL per euro.
La lira è stata sostituita dall'euro il 1º gennaio 2008.

## Monete
Il primo conio conteneva le seguenti monete: 2 mils, 3 mils, 5 mils (queste tre prodotte in alluminio), 1 cent (bronzo), 2 cent, 5 cent, 10 cent, 50 cent (cupronichel). La moneta da 25 cent fu introdotta nel giugno del 1975. La moneta da 1 Lira fu introdotta il 19 maggio 1986 per rimpiazzare la banconota.
- 1 cent
- 2 cent
- 5 cent
- 10 cent
- 25 cent
- 50 cent
- 1 lira

## Banconote
- 2 lire
- 5 lire
- 10 lire
- 20 lire